# Ingegneria industriale
L'ingegneria industriale è il settore dell'ingegneria che si occupa dei processi di progettazione, realizzazione e gestione di sistemi e automatismi meccanici e industriali. In particolare si occupa, dal punto di vista della ricerca e delle applicazioni pratiche, dei procedimenti, delle misure e delle infrastrutture necessarie per sviluppare e realizzare sistemi integrati di persone, sapere, attrezzatura, energia e materiali atti allo sfruttamento delle leggi naturali.
Seguendo l'evoluzione della scienza e della tecnologia in altri paesi come gli Stati Uniti, e per favorire la competitività dell'industria italiana, anche alcune università in Italia hanno incominciato ad istituire dei corsi di laurea in ingegneria industriale, sotto vari nomi. Nell'ambito universitario italiano ricade nell'AREA 9 - Ingegneria Industriale e dell'informazione del sistema universitario italiano, mira ad allargare i confini della tradizionale ingegneria meccanica, elettrica, aerospaziale, chimica, dei materiali, energetica, biomedica e gestionale, inglobandovi gli aspetti sempre più importanti gestionali, dei materiali e dell'energia. In via esemplare, si confrontino al riguardo gli obiettivi che si sono posti in materia alcuni degli istituti di istruzione terziaria italiani.

## Terminologia
L'ingegneria industriale era usata originalmente per la manifattura, si è poi estesa a molti altri settori.
L'ingegneria meccanica è anche strettamente identificata con la gestione delle operazioni, sistemi di ingegneria o di produzione di ingegneria, può variare a seconda di chi la utilizza.
Nel settore sanitario, gli ingegneri industriali sono noti come gli amministratori tecnici o ingegneri in sistemi di salute. L'Ingegneria Industriale e dell'informazione del sistema universitario italiano, mira ad allargare i confini della tradizionale: ingegneria meccanica (è un ramo dell'ingegneria che applica i principi della fisica e scienza dei materiali), ingegneria elettrica (è quella branca dell'ingegneria che si occupa della progettazione di macchine, impianti e azionamenti elettrici utilizzando la fisica dell'elettromagnetismo, e si occupa della produzione, trasformazione, trasmissione e distribuzione dell'energia elettrica), ingegneria aerospaziale (è la branca dell'ingegneria che si occupa della progettazione, realizzazione e gestione di veicoli in grado di volare all'interno dell'atmosfera terrestre o di muoversi all'esterno di essa nello spazio interplanetario ) e ingegneria gestionale (è la branca dell'ingegneria che studia con approccio qualitativo e quantitativo l'organizzazione e i processi produttivi delle imprese ), inglobandovi gli aspetti sempre più importanti gestionali, dei materiali, e dell'energia.

## Attività
Ingegneria industriale, copre diverse aree di attività: amministrazione delle Scienze, il project management di catene di approvvigionamento, ricerca operativa, sistemi di ingegneria, ergonomia, qualità ingegneria e ingegneria di processo. L'ingegneria meccanica migliora i processi di lavoro. È un'attività che è regolata in molti paesi, cosicché l'esercizio richiede una licenza o approvazione di una scuola degli ingegneri. Sono esempi di applicazioni di ingegneria industriale: la progettazione di nuovi sistemi di lavoro in banche, miglioramenti nelle operazioni ed emergenze negli ospedali, la distribuzione globale dei prodotti, riduzione e miglioramento delle linee di attesa nelle banche, ospedali, parchi a tema e sistemi di traffico. Nella produzione snella (lean manufacturing), gli assistenti tecnici industriali lavorano per eliminare gli sprechi di tutte le risorse. Gli Ingegneri industriali vengono comunemente utilizzati come simulatori di statistiche e computer, specialmente la simulazione di eventi discreti, per analisi e valutare.

## Storia
Si è scritto tanto circa i pionieri dell'ingegneria meccanica, durante e dopo la rivoluzione industriale in Inghilterra e negli Stati Uniti. Prima della rivoluzione industriale, gli artigiani facevano i prodotti in casa. In quel periodo l'amministrazione delle fabbriche non creava un problema. Tuttavia, si sono sviluppate nuove attrezzature e nuove fonti di energia si sono scoperte, quindi si aveva l'esigenza pratica di organizzare fabbriche così da poter sfruttare le innovazioni. Forse il primo di tutti i pionieri fu Richard Arkwright (1732-1792), che ha inventato il tornio a filatura meccanica in Inghilterra. Ha anche creato e stabilito cosa era probabilmente la prima serie di controllo amministrativo per regolamentare la produzione e il lavoro dei dipendenti delle fabbriche.

### Motore a vapore
Il motore a vapore di Watt, presso La scuola Tecnica Superiore di Ingegneri Industriali di Madrid.
Nel 1774, circa nello stesso periodo in cui Richard Arkwright installa un sistema di controllo, un altro inventore britannico, James Watt, insieme al suo socio Matthew Boulton, stavano organizzando una fabbrica a Soho per la produzione di motori a vapore. Hanno istituito la formazione tecnica degli artigiani che ha superato di molto qualsiasi tipo di insegnamento che esisteva in quel periodo e ha anche contribuito molto a normalizzare la gestione delle fabbriche. Successivamente, i suoi figli James Watt e Matthew Boulton Robinson, hanno stabilito la prima fabbrica completa di produzione di macchine nel mondo. Seguendo l'esempio dei loro genitori, hanno progettato e costruito un impianto di produzione integrata che era molto più avanti rispetto a quel tempo. Tra le altre cose, hanno istituito un sistema di controllo dei costi progettato per ridurre gli sprechi e migliorare la produttività.

### Babbage e il calcolo analitico
Un altro inglese, Charles Babbage (1792-1871), ha portato molti significativi contributi alla scienza di ingegneria meccanica, dal momento che ha generato i sistemi analitici per migliorare le operazioni, pubblicate nel suo libro l'economia di macchinari e produttori, che circolò ampiamente in Inghilterra, resto d'Europa e Stati Uniti. I metodi analitici che Babbage proponeva erano molto avanzati, usati per aumentare la produttività e avevano qualche somiglianza con l'opera di Frederick Taylor. Apparentemente, il lavoro di questi pionieri britannici riusciva abbastanza bene, soprattutto quando era applicato nei loro propri commerci. Anche se sicuramente doveva esistere uno scambio di idee tra imprenditori di quei giorni, molti dei quali erano parenti, c'era un movimento diffuso tra altri datori di lavoro per adattare le idee di successo di questi pionieri ed è per questo motivo che la produzione britannica, anche era stata chiamata "officina del mondo", era rimasta un po' grezza e rudimentale, anche se verso la fine del XIX secolo gli stessi metodi primitivi diffusi in Inghilterra erano di moda anche negli Stati Uniti .

### Secolo XX
Successivamente, un altro sviluppatore di ingegneria industriale Frederick Taylor (1856-1915)  divenne noto come il padre della gestione scientifica quando pubblicò il suo ultimo libro dal titolo "Principi di gestione scientifica" nel 1911. Creò quello che lui chiamava la formula per produzioni di picco in cui ha stabilito che: "la produzione massima si ottiene quando si assegna un lavoratore un compito definito da eseguire in un certo tempo e in un modo definito". Anche se questo concetto è cambiato, rimane una parte importante di ingegneria meccanica. Più tardi Frank Gilbreth e Lillian Moller Gilbreth ha contribuito all'idea di Taylor per creare il metodo "therblig" (Gilbreth scritto al contrario) che identifica ed isola 18 movimenti di base eseguiti in quasi tutte le attività umane; ognuno di questi movimenti o therbligs dovrebbe essere raggiunto in un intervallo definito di tempo. Altri personaggi che hanno contribuito sono stati: Henri Fayol e Harrington Emerson, la persona implicata per operazioni efficienti e il pagamento dei premi per l'incremento della produzione, nonché Henry Ford, padre della moderna catena di montaggio utilizzato per la produzione seriale o di massa. Nel 1912, Henry Gantt ideò il suo famoso diagramma per rappresentare e programmare varie attività durante la produzione. Dopo la seconda guerra mondiale sono stati sviluppati diversi strumenti e tecniche per migliorare la produzione nel settore, alcuni dei più importanti progressi sono: la gestione sistemi totale del materiale (MRP) qualità (TQM), requisiti di progettazione di sistemi, sistemi di Kanban, ecc.

## Branche e discipline collegate
- Ingegneria meccanica
- Ingegneria aerospaziale
- Ingegneria navale
- Ingegneria energetica
- Ingegneria elettrica
- Ingegneria chimica
- Ingegneria gestionale
- Ingegneria biomedica